# Ana de Bohemia (Duquesa de Silesia)
Ana de Bohemia (en checo: Anna Lehnická; en polaco: Anna Przemyślidka;c.1203/1204-26 de junio de 1265) fue una princesa checa, perteneciente a la casa dinastica Přemyslid, fue duquesa de Silesia y Gran duquesa de Polonia desde 1238 a 1241, por su matrimonio con el gobernante Enrique II el Piadoso. Fue celebrada por la comunidad de monjas franciscanas en la Abadía de Santa Clara de Praga en Wrocław como su fundadora y patrona.

## Primeros años
Anna probablemente nació en Praga, Bohemia, hija del rey Ottokar I de Bohemia y su segunda esposa, Constanza de Hungría. Sus abuelos maternos fueron Béla III de Hungría y su primera esposa, Inés de Antioquía. Sus abuelos paternos fueron el rey Vladislao II de Bohemia y Judit de Turingia. Era hermana de la monja franciscana Inés de Bohemia (1211-1282). Durante mucho tiempo estuvo a la sombra de su piadosa y ascética suegra, Jadwiga de Silesia, más tarde declarada santa católica, patrona de los huérfanos. 
Alrededor de los doce años (en 1216) se casó con el príncipe Piast Enrique II el Piadoso, miembro de la rama de Silesia de la dinastía Piast, hijo y heredero del duque Enrique el Barbudo . Durante las luchas políticas internas, los piastas de Silesia ganaron gran parte de los territorios polacos tras el asesinato del gran duque Leszek el Blanco en 1227. Enrique el Barbudo heredó el Ducado de la Gran Polonia en 1231, y al año siguiente obtuvo la Provincia Seniorato y el trono polaco en Cracovia . Después de su muerte el 19 de marzo de 1238, fue sucedido por su hijo Enrique II, cogobernante en las tierras de Silesia desde 1226.

## Viudez

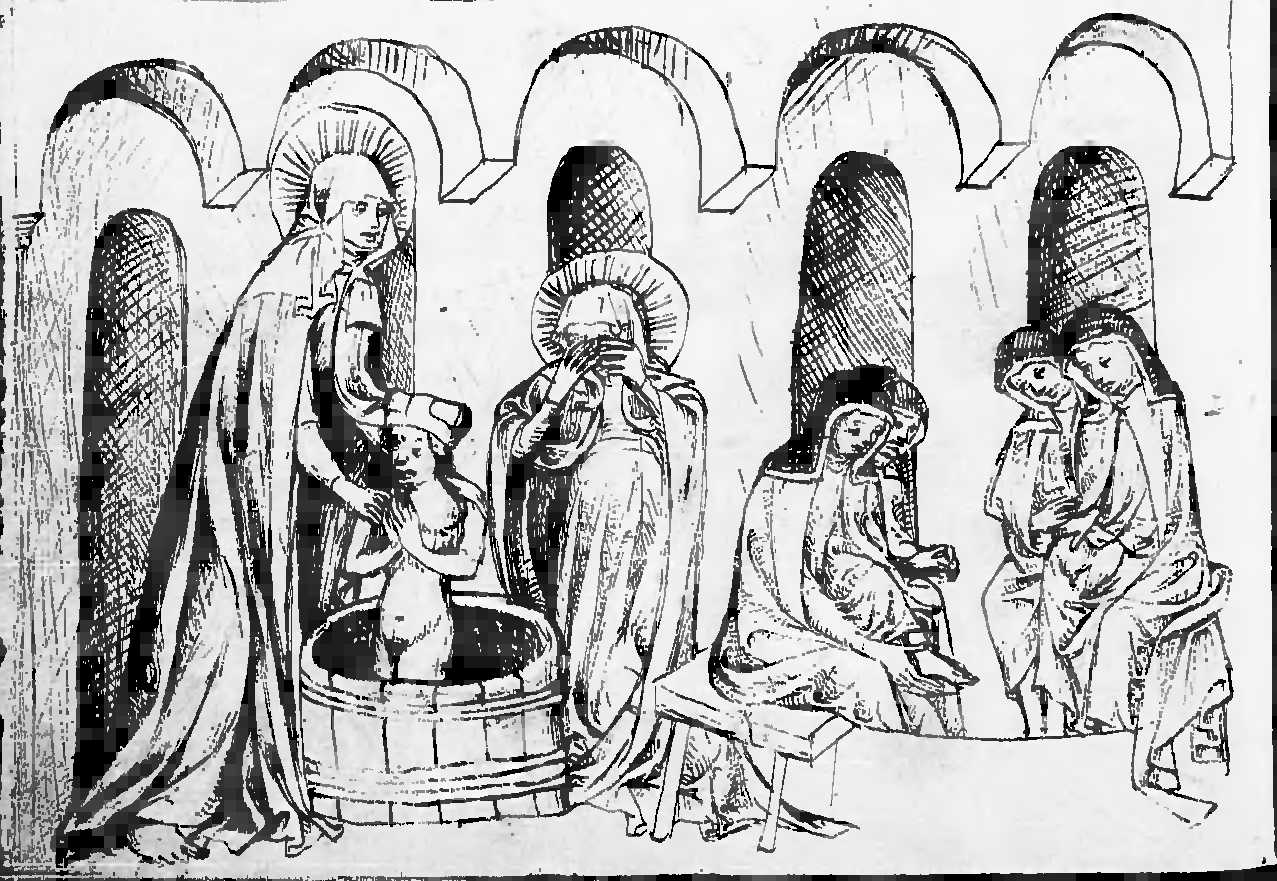
Hedwig de Andechs bautizando a su nieto Bolesław II; Ana de Bohemia asistiendo

Ana enviudó solo tres años después, el 9 de abril de 1241, cuando su esposo murió luchando contra los mongoles en la batalla de Legnica. Anna reconoció el cuerpo masacrado y decapitado de su esposo en el campo de batalla por un detalle anatómico inusual: el sexto dedo del pie. Como viuda, ganó algo de poder. Algunos historiadores incluso creen que después de la agitación de la guerra causada por la invasión mongola, Ana ejerció la regencia sobre sus hijos. Sin embargo, esto no es del todo seguro, porque Enrique II el Piadoso dejó dos hijos en el momento de su muerte, que probablemente ya eran adultos: eran Bolesław II Rogatka y Mieszko Lubuski, que murió poco después de la muerte de su padre. Sin embargo, Anna probablemente tuvo una gran influencia en sus hijos y cuidó minuciosamente a los menores.
Los años siguientes estuvieron marcados principalmente por su ocupación como regente de su hijo Boleslao II y sus hermanos. Sin embargo, los piastas de Silesia no pudieron mantener su supremacía en las tierras polacas, cuando el trono de Cracovia pasó al duque Conrado I de Mazovia. 
Al enviudar, Ana también comenzó a prestar mucha atención a la iglesia. El 8 de mayo de 1242, Ana y su hijo Bolesław II Rogatka fundaron una abadía benedictina en Krzeszow (Grussau). También fue una generosa benefactora de las monjas franciscanas en Wrocław. En 1256 el Papa Alejandro IVescribió una carta a los obispos de Wroclaw y Lebus (Lubusz), en la que decía que la princesa viuda Anna, cumpliendo su propio deseo y el deseo de su difunto esposo, se ofreció a construir un monasterio en Silesia que albergaría una comunidad de franciscanos. monjas En 1257 se inició la construcción del monasterio  , al que donó muchas cosas, cuidando que sus donaciones no violaran el voto de pobreza voluntaria que hacían las monjas. Una bula emitida por el Papa Urbano IV en 1263 afirmaba que la viuda Ana quería que las monjas usaran la propiedad que les había dado solo en caso de necesidad.
Anna se hizo famosa como fundadora de monasterios y benefactora de órdenes religiosas. Junto con su esposo, cofinanció la construcción del monasterio franciscano en Wrocław. La construcción comenzó en los años 1234-1236. Desafortunadamente. Un año después de la muerte de su marido, en 1242, fundó un monasterio benedictino en Krzeszów traído de la Opatovice checa. Además, como viuda, trajo la Orden de los Cruzados (Hospitalarios) con la Estrella Roja cuidando a los enfermos,  gracias a Anna, los monjes recibieron los primeros edificios hospitalarios y, tras su muerte, la duquesa les cedió su palacio para hospital.
El 8 de mayo de 1242, Ana y su hijo fundaron la abadía benedictina de Krzeszów (Grüssau). La duquesa viuda también fue una generosa benefactora de las monjas franciscanas de Breslavia, en consulta con su hermana Inés de Bohemia. En 1256, el Papa Alejandro IV escribió a los obispos de Wrocław y Lebus, explicando que Ana había propuesto la construcción de un monasterio que albergaría una comunidad de monjas franciscanas, cumpliendo su deseo y el deseo de su difunto esposo de construir tal institución. En 1257 se inició la construcción del monasterio. Ana donó muchos bienes al monasterio, pero se aseguró de que sus donaciones no violaran el voto de pobreza voluntaria que habían hecho las monjas; en 1263, una bula papal emitida por el Papa Urbano IV a las monjas de Wrocław establece que Ana quería que las monjas usaran la propiedad que les había dado solo en tiempos de necesidad. La Notæ Monialium Sanctæ Claræ Wratislaviensium la nombra como la fundadora del monasterio de Santa Clara en Wrocław. Su vita, escrita en la primera mitad del siglo XIV, la vincula estrechamente con su suegra Hedwig de Andechs, a quien se presenta como la principal influencia en la vida religiosa de Ana.
Según un texto conocido como Notæ Monialium Sanctæ Claræ Wratislaviensium, una crónica escrita por las monjas franciscanas en Wrocław, Ana murió en 1265 y fue enterrada en el coro de monjas en la Capilla de Santa Eduvigis, una capilla en Santa Clara. de la Abadía de Praga en Wrocław.
Según el historiador Gábor Klaniczay, fue venerada como santa en Polonia, pero nunca sería canonizada como tal.

## Descendencia
Anna y Enrique tuvieron diezhijos:
1. Gertrude (c. 1218/20 - 23/30 de abril de 1247), casada en 1232 con Bolesław I de Mazovia .
2. Constanza (c. 1221 - c. 21 de febrero de 1257), casada en 1239 con Casimiro I de Kuyavia .
3. Boleslao II el Calvo (c. 1220/25 - 25/31 de diciembre de 1278).
4. Mieszko (c. 1223/27 - 1242).
5. Enrique III el Blanco (1227/30 - 3 de diciembre de 1266).
6. Conrado de Głogów (1228/31 - 6 de agosto c. 1274).
7. Isabel (c. 1232 - 16 de enero de 1265), casada en 1244 con Przemysł I de la Gran Polonia .
8. Inés de Trebnitz[6] (c. 1236 - 14 de mayo después de 1277), dejada por su madre con los franciscanos en St. Clare en Wrocław.
9. Władysław (1237 - 27 de abril de 1270), canciller bohemio, príncipe-obispo de Bamberg y Passau, príncipe-arzobispo de Salzburgo.
10. Hedwig (c. 1238/41 - 3 de abril de 1318), abadesa de Santa Clara en Wrocław.

Después de largas luchas dinásticas, los hijos menores de Ana reclamaron sus derechos sobre las tierras de la Baja Silesia, incluido Enrique III, quien después de una partición de las tierras de Silesia en 1248 gobernó como duque de Silesia en Wrocław, mientras que Bolesław II continuó como duque de Legnica. Desde 1251, Konrad I gobernó como primer duque silesio de Głogów . El hijo de Ana, Władysław ( Ladislaus ; 1237-1270) fue nombrado canciller por el rey Ottokar II de Bohemia en 1256, fue elegido príncipe-obispo de Bamberg (1257) y Passau, y se convirtió en príncipe-arzobispo de Salzburgo en 1265. De sus hijas, Gertrudis (1219-1246) se convirtió en la primera esposa de Boleslav I, duque de Masovia, mientras que Hedwig (c. 1240-1318) sirvió como abadesa del monasterio de Santa Clara en Wrocław .

## Ascendencia
|  |                                    |  |  |  |  |  |  |  |  |  |  |  |  |  |  |  |
|  | 16. Bratislao II de Bohemia        |  |  |  |  |  |  |  |  |  |  |  |  |  |  |  |
|  |                                    |  |  |  |  |  |  |  |  |  |  |  |  |  |  |  |
|  |                                    |  |  |  |  |  |  |  |  |  |  |  |  |  |  |  |
|  | 8. Vladislao I de Bohemia          |  |  |  |  |  |  |  |  |  |  |  |  |  |  |  |
|  |                                    |  |  |  |  |  |  |  |  |  |  |  |  |  |  |  |
|  |                                    |  |  |  |  |  |  |  |  |  |  |  |  |  |  |  |
|  | 17. Świętosława de Polonia         |  |  |  |  |  |  |  |  |  |  |  |  |  |  |  |
|  |                                    |  |  |  |  |  |  |  |  |  |  |  |  |  |  |  |
|  |                                    |  |  |  |  |  |  |  |  |  |  |  |  |  |  |  |
|  | 4. Vladislao II de Bohemia         |  |  |  |  |  |  |  |  |  |  |  |  |  |  |  |
|  |                                    |  |  |  |  |  |  |  |  |  |  |  |  |  |  |  |
|  |                                    |  |  |  |  |  |  |  |  |  |  |  |  |  |  |  |
|  | 18. Enrique I de Berg-Schelklingen |  |  |  |  |  |  |  |  |  |  |  |  |  |  |  |
|  |                                    |  |  |  |  |  |  |  |  |  |  |  |  |  |  |  |
|  |                                    |  |  |  |  |  |  |  |  |  |  |  |  |  |  |  |
|  | 9. Richeza de Berg                 |  |  |  |  |  |  |  |  |  |  |  |  |  |  |  |
|  |                                    |  |  |  |  |  |  |  |  |  |  |  |  |  |  |  |
|  |                                    |  |  |  |  |  |  |  |  |  |  |  |  |  |  |  |
|  | 19. Adelaida de Mochental          |  |  |  |  |  |  |  |  |  |  |  |  |  |  |  |
|  |                                    |  |  |  |  |  |  |  |  |  |  |  |  |  |  |  |
|  |                                    |  |  |  |  |  |  |  |  |  |  |  |  |  |  |  |
|  | 2. Otakar I de Bohemia             |  |  |  |  |  |  |  |  |  |  |  |  |  |  |  |
|  |                                    |  |  |  |  |  |  |  |  |  |  |  |  |  |  |  |
|  |                                    |  |  |  |  |  |  |  |  |  |  |  |  |  |  |  |
|  | 20. Luis el Saltador               |  |  |  |  |  |  |  |  |  |  |  |  |  |  |  |
|  |                                    |  |  |  |  |  |  |  |  |  |  |  |  |  |  |  |
|  |                                    |  |  |  |  |  |  |  |  |  |  |  |  |  |  |  |
|  | 10. Luis I de Turingia             |  |  |  |  |  |  |  |  |  |  |  |  |  |  |  |
|  |                                    |  |  |  |  |  |  |  |  |  |  |  |  |  |  |  |
|  |                                    |  |  |  |  |  |  |  |  |  |  |  |  |  |  |  |
|  | 21. Adelaida de Stade              |  |  |  |  |  |  |  |  |  |  |  |  |  |  |  |
|  |                                    |  |  |  |  |  |  |  |  |  |  |  |  |  |  |  |
|  |                                    |  |  |  |  |  |  |  |  |  |  |  |  |  |  |  |
|  | 5. Judith de Turingia              |  |  |  |  |  |  |  |  |  |  |  |  |  |  |  |
|  |                                    |  |  |  |  |  |  |  |  |  |  |  |  |  |  |  |
|  |                                    |  |  |  |  |  |  |  |  |  |  |  |  |  |  |  |
|  | 22. Giso IV de Gudensberg          |  |  |  |  |  |  |  |  |  |  |  |  |  |  |  |
|  |                                    |  |  |  |  |  |  |  |  |  |  |  |  |  |  |  |
|  |                                    |  |  |  |  |  |  |  |  |  |  |  |  |  |  |  |
|  | 11. Eduvigis de Gudensberg         |  |  |  |  |  |  |  |  |  |  |  |  |  |  |  |
|  |                                    |  |  |  |  |  |  |  |  |  |  |  |  |  |  |  |
|  |                                    |  |  |  |  |  |  |  |  |  |  |  |  |  |  |  |
|  | 23. Cunigunda de Bilstein          |  |  |  |  |  |  |  |  |  |  |  |  |  |  |  |
|  |                                    |  |  |  |  |  |  |  |  |  |  |  |  |  |  |  |
|  |                                    |  |  |  |  |  |  |  |  |  |  |  |  |  |  |  |
|  | 1. Ana de Bohemia                  |  |  |  |  |  |  |  |  |  |  |  |  |  |  |  |
|  |                                    |  |  |  |  |  |  |  |  |  |  |  |  |  |  |  |
|  |                                    |  |  |  |  |  |  |  |  |  |  |  |  |  |  |  |
|  | 24. Bela II de Hungría             |  |  |  |  |  |  |  |  |  |  |  |  |  |  |  |
|  |                                    |  |  |  |  |  |  |  |  |  |  |  |  |  |  |  |
|  |                                    |  |  |  |  |  |  |  |  |  |  |  |  |  |  |  |
|  | 12. Geza II de Hungría             |  |  |  |  |  |  |  |  |  |  |  |  |  |  |  |
|  |                                    |  |  |  |  |  |  |  |  |  |  |  |  |  |  |  |
|  |                                    |  |  |  |  |  |  |  |  |  |  |  |  |  |  |  |
|  | 25. Elena de Raška                 |  |  |  |  |  |  |  |  |  |  |  |  |  |  |  |
|  |                                    |  |  |  |  |  |  |  |  |  |  |  |  |  |  |  |
|  |                                    |  |  |  |  |  |  |  |  |  |  |  |  |  |  |  |
|  | 6. Bela III de Hungría             |  |  |  |  |  |  |  |  |  |  |  |  |  |  |  |
|  |                                    |  |  |  |  |  |  |  |  |  |  |  |  |  |  |  |
|  |                                    |  |  |  |  |  |  |  |  |  |  |  |  |  |  |  |
|  | 26. Mstislav I de Kiev             |  |  |  |  |  |  |  |  |  |  |  |  |  |  |  |
|  |                                    |  |  |  |  |  |  |  |  |  |  |  |  |  |  |  |
|  |                                    |  |  |  |  |  |  |  |  |  |  |  |  |  |  |  |
|  | 13. Eufrosina de Kiev              |  |  |  |  |  |  |  |  |  |  |  |  |  |  |  |
|  |                                    |  |  |  |  |  |  |  |  |  |  |  |  |  |  |  |
|  |                                    |  |  |  |  |  |  |  |  |  |  |  |  |  |  |  |
|  | 27. Liubava Dmítriyevna Zavídich   |  |  |  |  |  |  |  |  |  |  |  |  |  |  |  |
|  |                                    |  |  |  |  |  |  |  |  |  |  |  |  |  |  |  |
|  |                                    |  |  |  |  |  |  |  |  |  |  |  |  |  |  |  |
|  | 3. Constanza de Hungría            |  |  |  |  |  |  |  |  |  |  |  |  |  |  |  |
|  |                                    |  |  |  |  |  |  |  |  |  |  |  |  |  |  |  |
|  |                                    |  |  |  |  |  |  |  |  |  |  |  |  |  |  |  |
|  | 28. Enrique de Châtillon           |  |  |  |  |  |  |  |  |  |  |  |  |  |  |  |
|  |                                    |  |  |  |  |  |  |  |  |  |  |  |  |  |  |  |
|  |                                    |  |  |  |  |  |  |  |  |  |  |  |  |  |  |  |
|  | 14. Reinaldo de Châtillon          |  |  |  |  |  |  |  |  |  |  |  |  |  |  |  |
|  |                                    |  |  |  |  |  |  |  |  |  |  |  |  |  |  |  |
|  |                                    |  |  |  |  |  |  |  |  |  |  |  |  |  |  |  |
|  | 29. Ermengarda de Montjay          |  |  |  |  |  |  |  |  |  |  |  |  |  |  |  |
|  |                                    |  |  |  |  |  |  |  |  |  |  |  |  |  |  |  |
|  |                                    |  |  |  |  |  |  |  |  |  |  |  |  |  |  |  |
|  | 7. Inés de Antioquía               |  |  |  |  |  |  |  |  |  |  |  |  |  |  |  |
|  |                                    |  |  |  |  |  |  |  |  |  |  |  |  |  |  |  |
|  |                                    |  |  |  |  |  |  |  |  |  |  |  |  |  |  |  |
|  | 30. Bohemundo II de Antioquía      |  |  |  |  |  |  |  |  |  |  |  |  |  |  |  |
|  |                                    |  |  |  |  |  |  |  |  |  |  |  |  |  |  |  |
|  |                                    |  |  |  |  |  |  |  |  |  |  |  |  |  |  |  |
|  | 15. Constanza de Antioquía         |  |  |  |  |  |  |  |  |  |  |  |  |  |  |  |
|  |                                    |  |  |  |  |  |  |  |  |  |  |  |  |  |  |  |
|  |                                    |  |  |  |  |  |  |  |  |  |  |  |  |  |  |  |
|  | 31. Alicia de Antioquía            |  |  |  |  |  |  |  |  |  |  |  |  |  |  |  |
|  |                                    |  |  |  |  |  |  |  |  |  |  |  |  |  |  |  |
|  |                                    |  |  |  |  |  |  |  |  |  |  |  |  |  |  |  |